# جاك تشارلتون
جون «جاك» تشارلتون (بالإنجليزية: Jack Charlton)‏ (8 مايو 1935 - 10 يوليو 2020)، لاعب كرة قدم إنجليزي سابق ومدرب كرة قدم. ولد في أشينغتون في إنجلترا، وهو أخ بوبي تشارلتون.
كان ضمن منتخب إنجلترا الفائز بكأس العالم عام 1966. كما قاد منتخب جمهورية أيرلندا مدرباً لأول تأهل له لبطولة أمم أوروبا عام 1988، ولأول تأهل له لكأس العالم عام 1990.
لعب مع نادي ليدز يونايتد منذ عام 1952 وحتى عام 1973، وشارك معهم في 773 مباراة وسجل 96 هدف.
لعب مع منتخب إنجلترا لكرة القدم بين عامي 1965 وحتى عام 1970، وشارك معهم في 35 مباراة وسجل 6 أهداف.
درب نادي ميدلزبره في عام 1973، واستمر معهم حتى عام 1977، وفي عام 1977 انتقل إلى تدريب نادي شيفيلد يونايتد، ودربهم حتى عام 1983، وفي عام 1984 انتقل إلى تدريب نادي ميدلزبره، وفي موسم 1984/1985 درب نادي نيوكاسل يونايتد، وفي عام 1986 درب منتخب إيرلندا لكرة القدم، واستمر معهم حتى عام 1995.

## مسيرته الكروية
لعب جاك تشارلتون خلال مسيرته الاحترافية مع نادِ واحدٍ في واحد وعشرون موسمًا وسجل خلالها 70 هدف ضمن 629 مباراة. حيث فاز في موسم واحد بالكأس وفي موسم واحد بالدوري.
خاض جاك تشارلتون مسيرته مع نادي ليدز يونايتد في موسم 1952–53 ليلعب معه واحد وعشرون موسمًا، مشاركًا في 629 مباراة سجل خلالها 70 هدف.

## روابط خارجية
- جاك تشارلتون على موقع ميوزك برينز (الإنجليزية)

- جاك تشارلتون على موقع الاتحاد الدولي (مؤرشف)  (الإنجليزية)
- جاك تشارلتون على موقع الاتحاد الأوربي (الإنجليزية)
- جاك تشارلتون على موقع قاعدة بيانات كرة القدم.إي يو (الإنجليزية)
- جاك تشارلتون على موقع ناشيونال فوتبول تيمز (الإنجليزية)
- جاك تشارلتون على موقع عالم كرة القدم.نت (الإنجليزية)